# Jan Beerekamp
Jan Wouterus Beerekamp (Paesens, 29 juni 1917 - Hoogeveen, 14 april 1974) was een Nederlands predikant en politicus namens de Christelijk-Historische Unie.
Na het voltooien van het gymnasium-a ging Beerekamp in 1935 theologie studeren aan de Rijksuniversiteit Groningen, tevens werd hij lid van Vindicat atque Polit. In 1939 studeerde hij af in Groningen. In 1952 promoveerde hij in de godgeleerdheid aan de Rijksuniversiteit Utrecht. Hij was tijdens zijn tijd in Utrecht lid van het Utrechtsch Studenten Corps.
Hij stapte als dominee in de voetsporen van zijn vader. Na zijn afstuderen in de theologie ging Beerekamp allereerst aan de slag als kandidaat-predikant bij de Nederlandse Hervormde Kerk in Nunspeet (1940 - 1941) en daarna als predikant in Nieuw-Weerdinge (1941 - 1946), Berkel en Rodenrijs (1943 - 1946), Vianen (1946 - 1950), Groningen (1950 - 1953) en Hoogeveen (1953 - 1959). Hierna ging hij als docent verder, eerst aan de Hervormde Kweekschool in Assen, later ook aan de Christelijke Hogere Burgerschool aldaar en het Menso Alting Lyceum te Hoogeveen (van 1963 - 1972 als conrector).
Na een bestuursfunctie bij een regionale afdeling van de CHU werd Beerekamp in 1952 lid van het hoofdbestuur van de partij. Dit was hij tot 1957 en vanaf 1963. In 1962 bekleedde hij zijn eerste politieke functie, als lid van de Provinciale Staten van Drenthe. In 1963 treedt hij, na in 1960 ook al kandidaat te zijn geweest, ook toe tot de Eerste Kamer der Staten-Generaal, waar hij lid van zou blijven tot zijn overlijden in 1974. Van 1966 tot 1970 was hij tevens vicefractievoorzitter.
In de Kamer hield Beerekamp zich voornamelijk bezig met volksgezondheid, maatschappelijk werk en defensie. Hij verkreeg enige bekendheid omdat hij zich - samen met Hendrik Algra - kritisch uitliet over subsidie aan in zijn ogen omstreden kunstenaars als de schrijver Gerard Reve. Hij was van 1965 - 1974 lid van de Huishoudelijke Commissie, plaatsvervangend voorzitter van de commissie van rapporteurs voor Maatschappelijk Werk (oktober - december 1967) en plaatsvervangend voorzitter van de vaste commissie voor Maatschappelijk Werk van 12 december 1967 tot 16 september 1969. In 1972 werd hij benoemd tot ridder in de Orde van de Nederlandse Leeuw.
- Biografisch Portaal: 30047385
- Parlement.com: vg09lkxummxc